# Messier 19
Messier 19 (M19)  även känd som NGC 6273 är en klotformig stjärnhop i stjärnbilden Ormbäraren. Den upptäcktes 1764 av Charles Messier  som samma år lade till den som den 19:e posten i hans katalog över kometliknande objekt. Den upplöstes 1784 i individuella stjärnor av William Herschel och hans son, John Herschel, beskrev den som "en superb stjärnhop upplösbar i otaliga stjärnor". Hopen ligger 4,5° VSV av Theta Ophiuchi och syns endast som en suddig ljusfläck med en 50 mm handkikare.

## Egenskaper
Med ett 10-tums teleskop ser man Messier 19 som en oval form med en 3 × 4 bågminuter kärna och 5 × 7 bågminuter halo. Stjärnhopen är en av de mest tillplattade av de kända klotformiga hoparna. Denna platta kanske inte exakt återspeglar stjärnhopens fysiska form eftersom det avgivna ljuset absorberas starkt i den östra kanten. Detta är resultatet av fördunkling orsakad av mellanliggande gas och stoft. När den observeras i infraröd våglängd visar hopen nästan ingen tillplattning. Den befinner sig på ett avstånd av omkring 28 700 ljusår (8 800 pc) från solsystemet, och ligger ganska nära Vintergatans centrum endast omkring 6 500 ljusår bort.
Messier 19 innehåller uppskattningsvis 1 100 000 gånger solens massa och den är ca 11,9 miljarder år gammal. Hopens stjärnor omfattar fyra Cepheider och RV Tauri variabler, plus åtminstone en RR-Lyrae-variabel med känd period. Observationer som gjordes under ROSAT-uppdraget kunde inte identifiera några lågintensiva källor för röntgenstrålning.

## Galleri

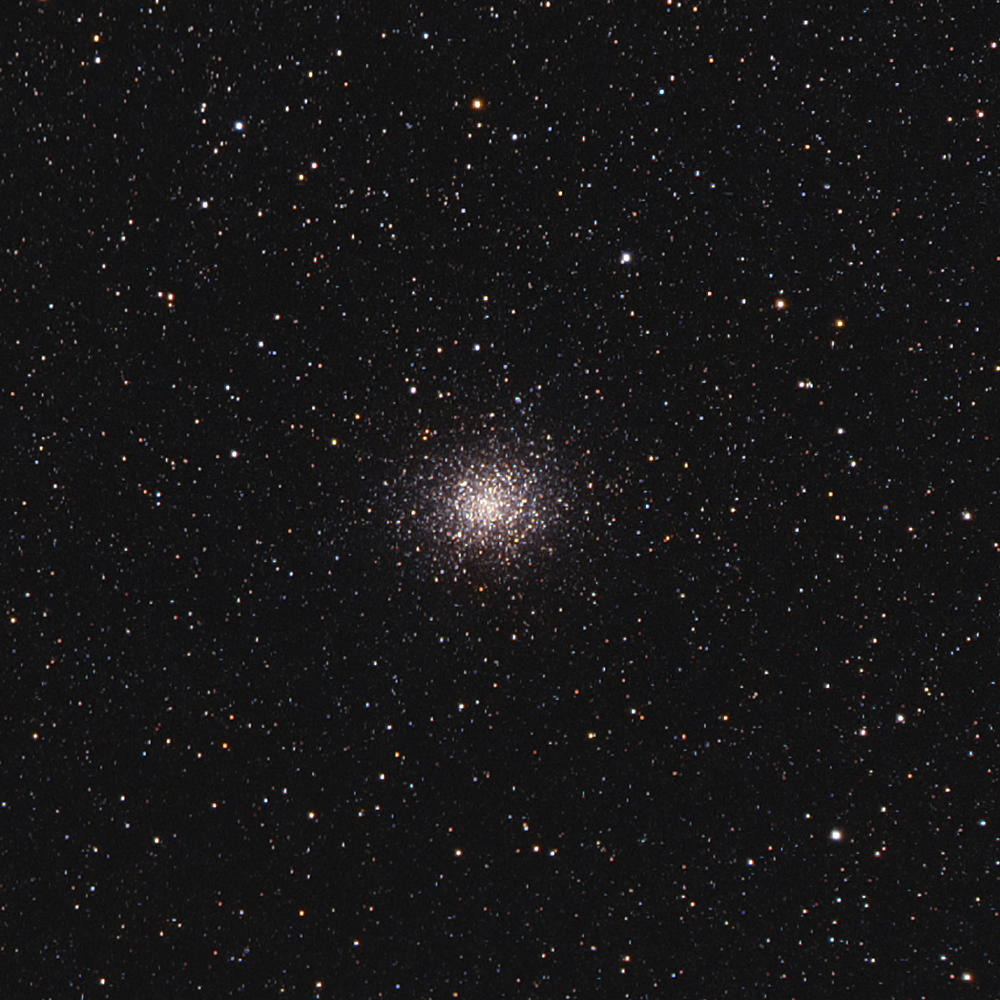
Messier 19 med amatörteleskop
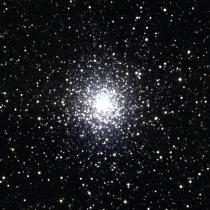
Messier 19 from 2MASS; vidvinkel
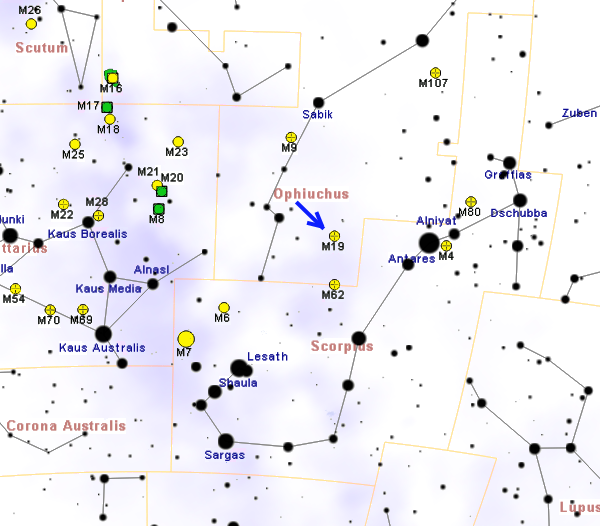
Karta som visar platsen för M19